# あいや
株式会社あいやは、愛知県西尾市に本社を置く抹茶生産企業。創業は1888年（明治21年）。抹茶小売ブランドの「西条園」（さいじょうえん）を展開。アメリカ（ロサンゼルス）、ドイツ（ハンブルク）、オーストリア（ウィーン）、中国（上海）、タイ（バンコク）に海外法人を置いている。

## 概説
業界トップクラスの抹茶メーカー。早くから食品分野に進出し、大量即納体制を展開。品質管理・分析体制を確立し、AIBフードセーフティー監査において、2013年で7年連続Superiorを達成、2014年にはFSSC22000を取得。有機JAS認証などの第三者認証を多数取得。アメリカ（ロサンゼルス）、ドイツ（ハンブルク）、オーストリア（ウィーン）、中国（上海）、タイ（バンコク）にも海外法人を置き、日本国内のみならず世界各地においても抹茶・緑茶を積極的に販売している。また、2017年に入り、京都府宇治田原町に工場を新設した。

## 沿革
- 1888年（明治21年） - 初代杉田愛次郎が茶と藍製造の杉田商店を興す[4][5]
- 1922年（大正11年） - 合資会社あいや茶店を設立[5]
- 1950年（昭和25年） - 有限会社あいやを設立[5]
- 1960年（昭和35年） - 抹茶を食品加工原料として販路を拡大[5][3]
- 1964年（昭和39年） - 株式会社あいやを設立[4]
- 1983年（昭和58年） - 北アメリカへの輸出を開始[5]
- 1985年（昭和60年） - 品質管理部を開設[4][5][3]
- 1989年（平成元年） - 原料仕入会社の(有)明芳園製茶を設立[5]
- 1997年（平成9年） - 碾茶の有機栽培を実現し、JONA（日本オーガニック＆ナチュラルフーズ）の有機栽培認証を取得[5][3]
- 2001年（平成13年） - アメリカ現地法人、AIYA　America(2004年ロサンゼルスに移転)を設立[5]
- 2003年（平成15年） - ヨーロッパ現地法人、AIYA　Europe GmbH(2008年、ドイツ・ハンブルクに移転)を設立[5]
- 2005年（平成17年） - 中国現地法人の浙江愛雅茶業有限公司（2013年上海に移転）を設立[5]
- 2009年（平成21年） - 退色防止油脂抹茶「グリーミナルシリーズ」を開発[4][5]
- 2011年（平成23年） - 抹茶小売ブランド「西条園」を立ち上げる[5]
- 2013年（平成25年） - AIBフードセーフティー監査において、7年連続抹茶精製工場、抹茶製造工場ともに抹茶業界初の最高評価「Superior」を達成[5]
- 2014年（平成26年） - 国際的な食品安全スキームであるFSSC22000認証（食品安全管理システム）を取得[5]
- 2014年（平成26年） - 経済産業省「グローバルニッチトップ企業100選」に選出[5]
- 2015年（平成27年） - 抹茶スイーツ専門店「西条園抹茶カフェ」をオープン
- 2015年（平成27年） - 100年経営の会「第1回 100年企業顕彰 中部経済産業局長賞」を受賞
- 2016年（平成28年） - 抹茶スイーツ「抹茶バウムクーヘンとお茶の詰合せ」が「日本ギフト大賞2016 愛知賞」を受賞
- 2017年（平成29年） - タイ現地法人、AIYA Thailand(タイ・バンコク)設立
- 2017年（平成29年） - 京都府宇治田原町に株式会社あいや京都工場が完成、稼働
- 2017年（平成29年） - 世界初の抹茶の体験型博物館である「抹茶ミュージアム 和く和く」をオープン
- 2018年（平成30年） - 経済産業省「地域未来牽引企業」に認定
- 2021年（令和3年） - 株式会社あいやホールディングスを設立、株式会社あいやホールディングスを完全親会社、株式会社あいやを完全子会社とする持株会社制に移行
- 2024年（令和6年） - 米津町にBCPを目的とした倉庫を新設

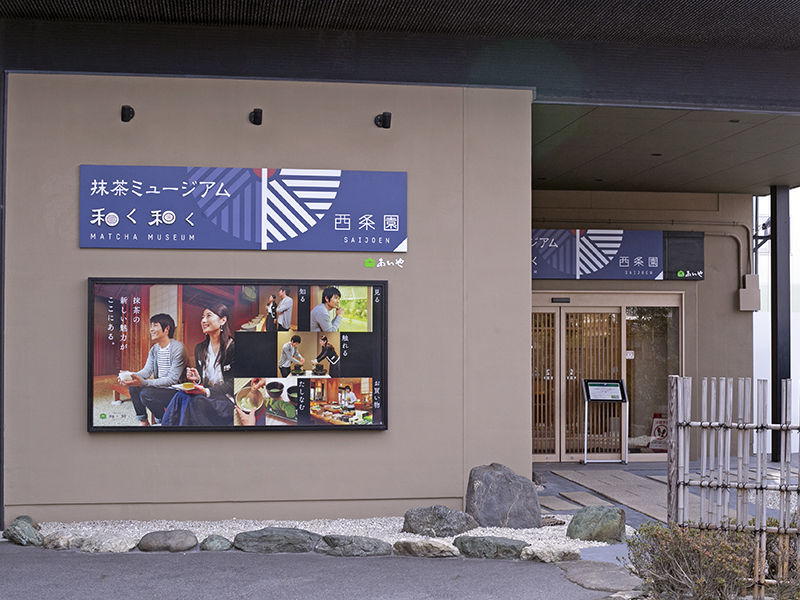
西尾の抹茶ミュージアム 和く和く

## 主力製品
- 抹茶（西尾茶…登録商標『西尾の抹茶』（登録番号：第5204296号）を始めとした抹茶類）
  - 西尾の抹茶
  - 宇治抹茶
  - 食品加工用抹茶[5]
  - 退色防止抹茶[4]
  - 有機抹茶（オーガニック抹茶）[4]
  - 茶道用・飲用抹茶
- その他パウダー類
  - 紅茶パウダー
  - ほうじ茶パウダー
- 抹茶スイーツ
  - 抹茶バウムクーヘン
  - 抹茶ラングドシャ
  - 抹茶ラスク
  - 抹茶テリーヌショコラ
- 緑茶・その他茶類
  - 煎茶
  - 玉露
  - 茎茶
  - 芽茶
  - 深蒸し茶
  - 玄米茶
  - ほうじ茶
  - ティーバッグ類
- 茶道具
- 茶菓子

## 第三者認証
- FSSC22000認証…食品安全マネジメントシステムの国際規格であるISO 22000と、それを発展させたISO/TS 22002-1を統合し、国際食品安全イニシアチブ（GFSI）が制定した承認規格。[6]
- HALAL認証…イスラームの教えに基づき許可された食品であることを保証する認証。イスラームが禁じているものを含まない食品等の規格を定め、原材料・製造工程・製品品質等を審査し、適合する製品に認証を付与。[6]
- KOSHER認証…ユダヤ教の教えに基づき許可された食品であることを保証する認証。ユダヤ教の資格を持ったラバイ（ユダヤ教の指導者）が製造工程をその目で確かめ、ユダヤ教の教義に従った安全な食品であるという認証を行い認証書を発行。[6]
- 有機JAS認証…日本における有機の認証。最初の収穫前3年以上を原則として化学肥料や農薬に頼らず、堆肥などの有機肥料により作られた農産物や、その加工食品に付けられる。[6][3]